# Chemin de fer de la Vendée
Ne doit pas être confondu avec Compagnie des chemins de fer de la Vendée.

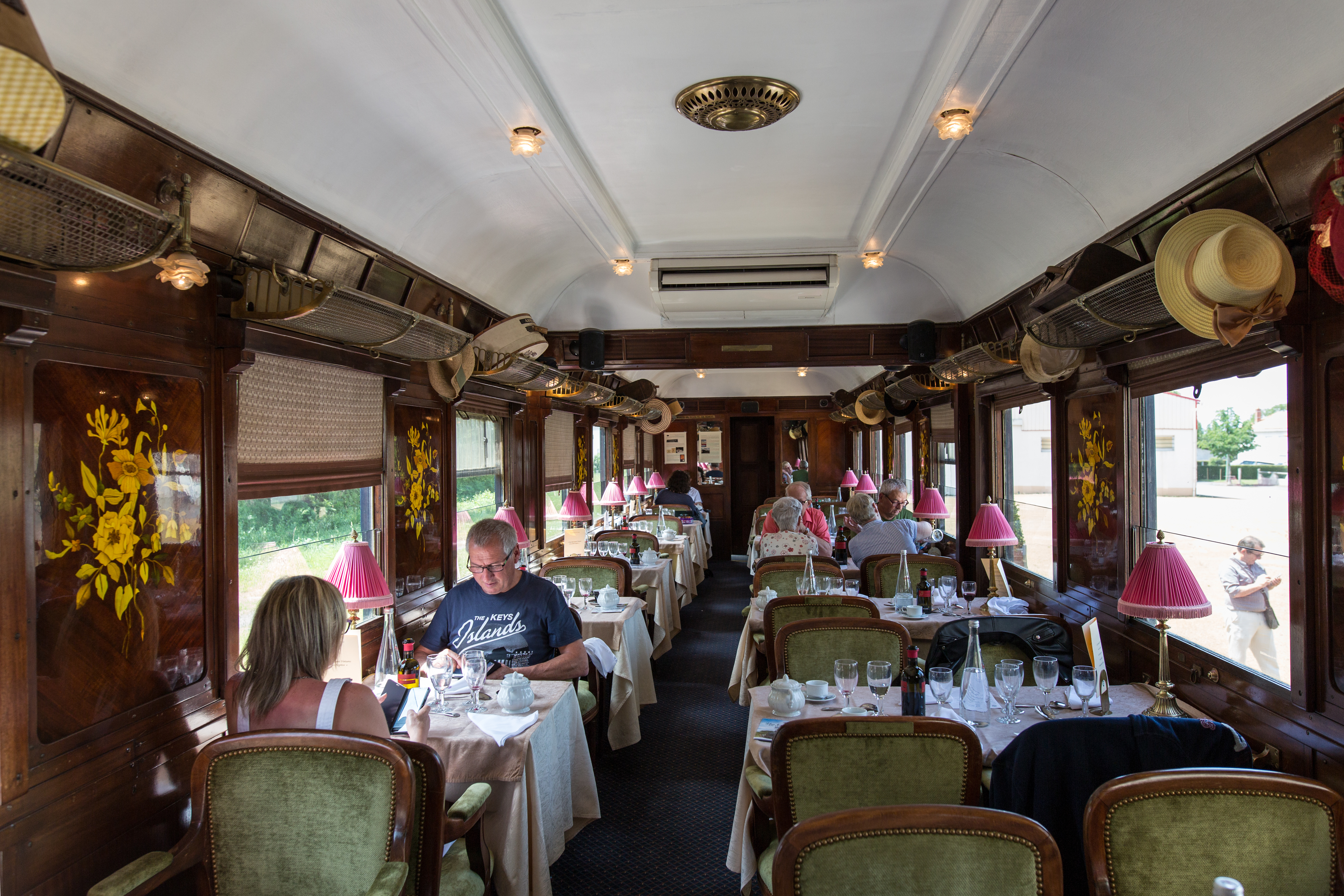
Repas en voiture-restaurant.

Le Chemin de fer touristique de la Vendée, est un chemin de fer touristique et historique qui participe depuis 1992 à la sauvegarde du patrimoine ferroviaire de la Vendée. Elle propose des animations et des parcours en trains historiques, autorails et locomotive à vapeur, sur la section de Mortagne-sur-Sèvre aux Herbiers de l'ancienne ligne de Vouvant-Cezais à Saint-Christophe-du-Bois.

## Historique
L'idée d'un chemin de fer touristique en Vendée remonte à 1979, lorsque Francis Ribémont, alors conservateur des musées de Vendée, souhaitait compléter les musées du département sur le plan du patrimoine industriel. 
Quatre ans plus tard, est créée l'« Association du Chemin de Fer du Puy-du-Fou » (CFPF), qui entama aussitôt des négociations avec SNCF pour l'exploitation touristique de la section Mortagne-sur-Sèvre – Les Herbiers, qui se conclurent par un accord voyant la ligne rouverte le 1er juin 1985.
Cependant les débuts furent difficiles, au point que CFPF menaça de disparaître. C'est pour éviter la dispersion ou la destruction du matériel ferroviaire conservé par cette dernière que fut créée le 6 décembre 1992 : l'« Association du Chemin de Fer de la Vendée ».

## Ligne
La section exploitée représente une distance de 22 km. En partant de Mortagne-sur-Sèvre (129 m d'altitude), la ligne suit les ondulations du plateau Choletais, pour atteindre la vallée de la Sèvre Nantaise, qu'elle franchit par le viaduc de Barbin (situé à 135 m d'altitude). Elle entame ensuite sa première dure rampe, dans une profonde tranchée creusée dans la roche, pour atteindre Saint-Laurent-sur-Sèvre (159 m d'altitude). Après le palier de la gare, la ligne continue sa montée pour franchir une première colline avant de redescendre dans un petit vallon occupé par un ruisseau, le Blanc, qui va se jeter dans la Sèvre nantaise. Une fois le ruisseau franchi, la montée recommence jusqu'à la gare de Chambretaud (à 177 m d'altitude). La ligne, en palier dans la gare, reprend sa montée jusqu'à atteindre le seuil qui lui permet de franchir les Monts de Vendée. Ce passage se fait dans une profonde tranchée franchie par un pont-route. Ce pont-route marque le point le plus haut de la ligne à 190 m d'altitude : on l'appelle « pont des soupirs », car une fois franchi, le travail du chauffeur devient moins harassant. Puis, la voie descend vers le viaduc de Coutigny qui permet de franchir un profond val envahi par un étang. Les ailes des moulins du château du Puy du Fou sont visibles sur la gauche, en haut de la colline. Puis la ligne franchit un vallon par le viaduc de la Haute-Maunerie, avant d'arriver à la gare des Épesses (155 m d'altitude). La gare est en palier et se situe à près de 3 km de la commune. Le trajet continue de descendre vers Les Herbiers, où elle atteint la plaine. Elle laisse sur la gauche une large vue sur Saint-Michel-Mont-Mercure, et sur la droite le Mont des Alouettes (230 m) et ses moulins, haut lieu des Guerres de Vendée, sont visibles.
La lignes est composée de 5 gares : 
- Mortagne-sur-Sèvre
- Saint-Laurent-sur-Sèvre
- Chambretaud
- Les Epesses
- Les Herbiers

La partie Nord de la ligne, entre Mortagne-sur-Sèvre et Saint-Christophe-du-Bois, non exploitée commercialement, permettais autrefois de rejoindre Cholet par le rail. Un petit ouvrage d'art est cependant en attente de réparation et les échanges techniques de matériels sont actuellement bloqués pour cette cause. Les travaux de rénovation de la ligne Clisson-Cholet ont également provoqué le déferrement de deux passages à niveau exploités par la SNCF sur la commune de St Christophe du Bois ainsi que de plusieurs centaines de mètres de rails, isolant un peu plus la ligne du réseau national.
La partie Sud de la ligne, qui menait vers Chantonnay via Mouchamps et Saint-Vincent-Sterlanges est déposée au-delà du terminus des Herbiers. Son aménagement partiel routier et piétonnier permet néanmoins d'apprécier les paysages de la plaine bocagère Vendéenne.

## Les collections
Les listes suivantes ne sont pas exhaustives et devront être complétées ou actualisées au fil du temps (dernière actualisation en avril 2024) :

### Locomotives à vapeur
| Matricule                    | Constructeur et date | État actuel    | Origine et informations techniques | Photo |
| ---------------------------- | -------------------- | -------------- | --- | ----- |
| 030T-6 (no 5217)             | Fives-Lille, 1948    | Hors service   | Elle servait autrefois aux manœuvres de wagons d'argile et de charbon dans le bassin Nord Pas de Calais. L'asbl l'a rachetée en 1985, il fallut 5 ans pour la restaurer. 8,81 m, 48 t (00,0 t en ordre de marche), vitesse maximum : 50 km/h (500 ch). Timbre chaudière : 12 kg/cm². Capacité de la soute à charbon : 1,5 t. Capacité de la soute à eau : 5 500 L (5,5 m3). Distribution : Walschaerts à tiroirs plans.                                                                |       |
| 030T no 8143 type "Hannibal" | SACM, 1945           | Opérationnelle | Construite sur plans allemands pour des Allemands. Elle fut livrée en 1945 après la Libération, et a servi sur le chemin de fer Mamers - Saint-Calais jusqu'en 1972. Achetée en 2000 elle a été remise en état de marche en 2012. 9,2 m, 39,9 t (51,2 t en ordre de marche), vitesse maximum : 50 km/h (500 ch). Timbre chaudière : 11 kg/cm². Capacité de la soute à charbon : 2 t. Capacité de la soute à eau : 5 000 L (5,0 m3). Distribution : Walschaerts à tiroirs cylindriques. |       |

### Autorails
- L'autorail Picasso, l'X 3823. Il sert aux balades touristiques des groupes dans le haut bocage Vendéen.
- L'autorail X 2139, qui est arrivé le 20 novembre 2018 en renfort du Picasso.

### Locotracteurs diesel
- Un locotracteur  Y 7303 destiné aux manœuvres, secours et trains de travaux acquis en 2009. Il possède un moteur Diesel Poyaud 6 cylindres de 220 chevaux couplé à une boîte automatique Voith à 3 rapports. Livrée Bleu nuit, fines bandes jaunes et traverse rouge.
- Un locotracteur Y 7771, mêmes fonctions que le précédent, Diesel Poyaud, boite semi-automatique à 8 rapports, livrée Bleu nuit et larges bandes jaunes.
- Un locotracteur BDR racheté à Michelin Cholet, servant aux manœuvres légères au sein du dépôt.

### Locomotives diesel
- Une locomotive Diesel-électrique C 61042. Cette locomotive était utilisée dans les buttes de triage à la SNCF. Elle sert principalement pour la traction du train restaurant. Elle fonctionne avec un moteur Sulzer 6 cylindres de 500 chevaux entrainant une génératrice courant continu qui alimente deux moteurs de traction.
- Un truck-moteur TC 61112 (garé hors-service).
- Une locomotive Diesel-électrique BB 63866, assurant également la traction du train restaurant. Elle possède un moteur diesel de 825ch MGO, actuellement prêtée au Chemin de Fer Touristique de la Vallée de l'Aa.
- Une locomotive Diesel BB 71015 acquise en 2022 auprès de la société Combrail. À remettre en service.
- Une locomotive Diesel BB 71018 acquise en 2022 auprès de la société Combrail. En service.
- Une locomotive Diesel BB 71027 arrivée le 1er juillet 2023, cédée par la société Patry. Garée Hors-Service pour pièces.

### Voitures à voyageurs et fourgons
- La voiture Pullman CIWL no 4150 de 1929 dite « Chef de Corps », longtemps stationnée au 5e régiment du génie de Versailles  Classé MH (2003)[1] en convention avec le musée du génie d'Angers.
- Deux voitures-restaurant "Orient-Express" de la Compagnie Internationale des Wagons Lits pouvant accueillir 42 et 46 convives. (WR 2750 et WR 4216)
- Sept voitures "boite à tonnerre", dont six provenant des chemins de fer autrichiens ÖBB et la septième similaire (ex-DRG) restaurée puis mise en service en 2018, toutes destinées au train touristique à vapeur.
- Un fourgon mixte à deux essieux et à trois compartiments B3Dt SNCF ex A6t Ouest, qui fournit l'énergie aux voitures-restaurant.
- Un ambulant postal OCEM à bogies et lanterneau de toiture (PAz).

### Matériels divers
- Deux draisines DU65, servant aux trains d'entretien et inspections de ligne. Une en livrée rouge/crème d'origine, une autre redécorée en draisine d'incendie, livrée camion de pompiers.
- Un locotracteur Y 7217, livrée Arzens.
- Deux wagons plats simples à deux essieux (anciens Ks), un plat grue à deux essieux, ex citerne type BR, un couplage Talbot (en location), une trémie à sable à deux essieux, 1 wagon plat bulgare R80.
- Une pelle Rail-Route de type 788 Case-Poclain.
- Un camion Nacelle Rail-Route sur châssis Renault G (ex Nantes Métropole) pour les travaux en hauteur.

## Bâtiments
L’association dispose d’un faisceau de voies ainsi que de bâtiments sur la commune de Saint Laurent sur Sevre pour le stockage et l’entretien du matériel.
Un bureau d’accueil et de réservations existe également à la gare de Mortagne sur Sèvre.

## Accès et horaires
Le Train Restaurant « Voiture Orient Express » circule d'avril à octobre. Quant au train à vapeur,  il circule de juin à septembre. Réservation obligatoire selon les dates disponibles. Accueil des groupes du 1er avril au 31 octobre. Les départs et arrivées se font depuis la gare de Mortagne-sur-Sèvre. 
Toute l'année, des circulations liés aux contrôles des installations fixes et travaux de voie ou à la maintenance/contrôle du matériel roulant sont mis en circulation de manière ponctuelle sur la ligne.

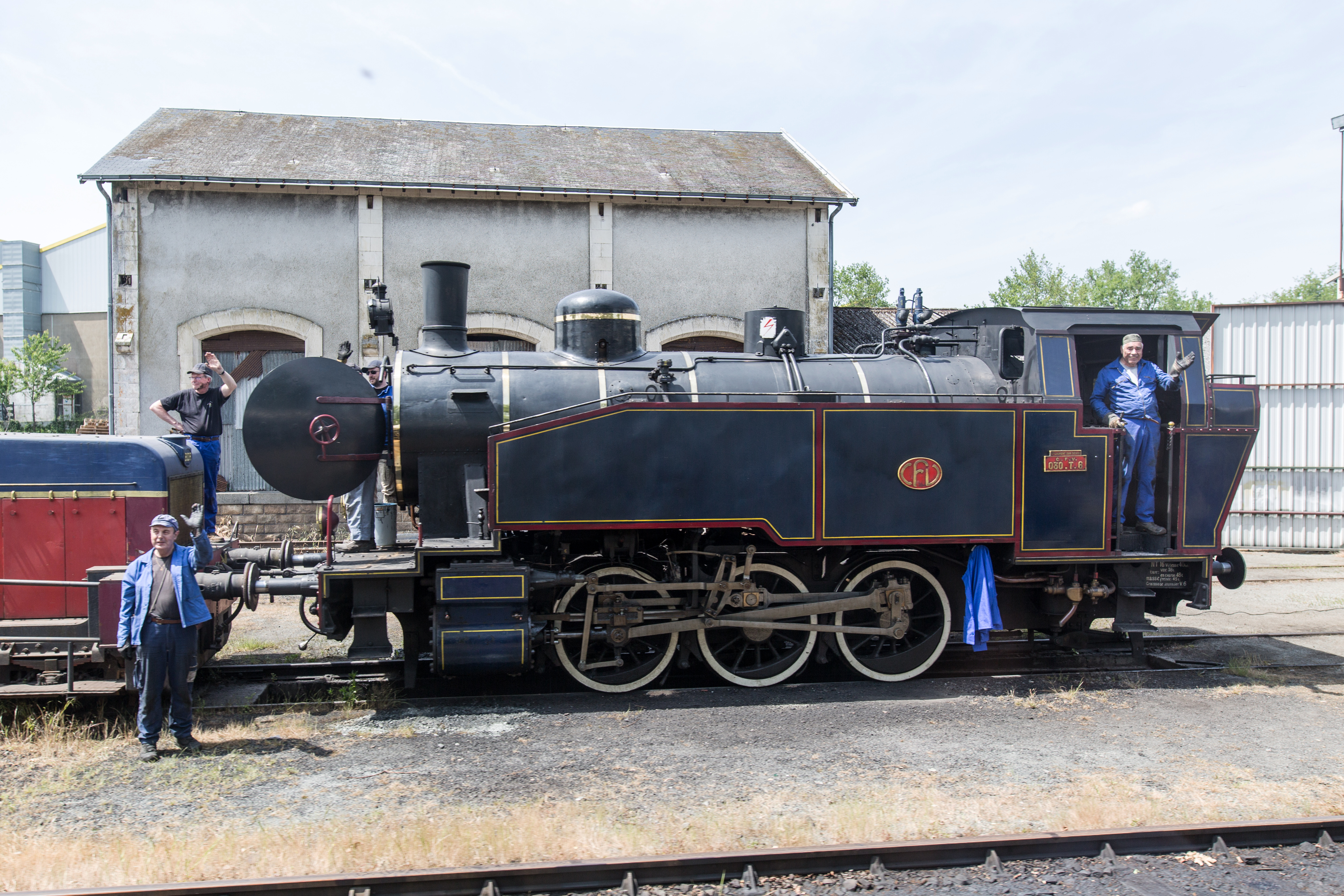
030 T 6
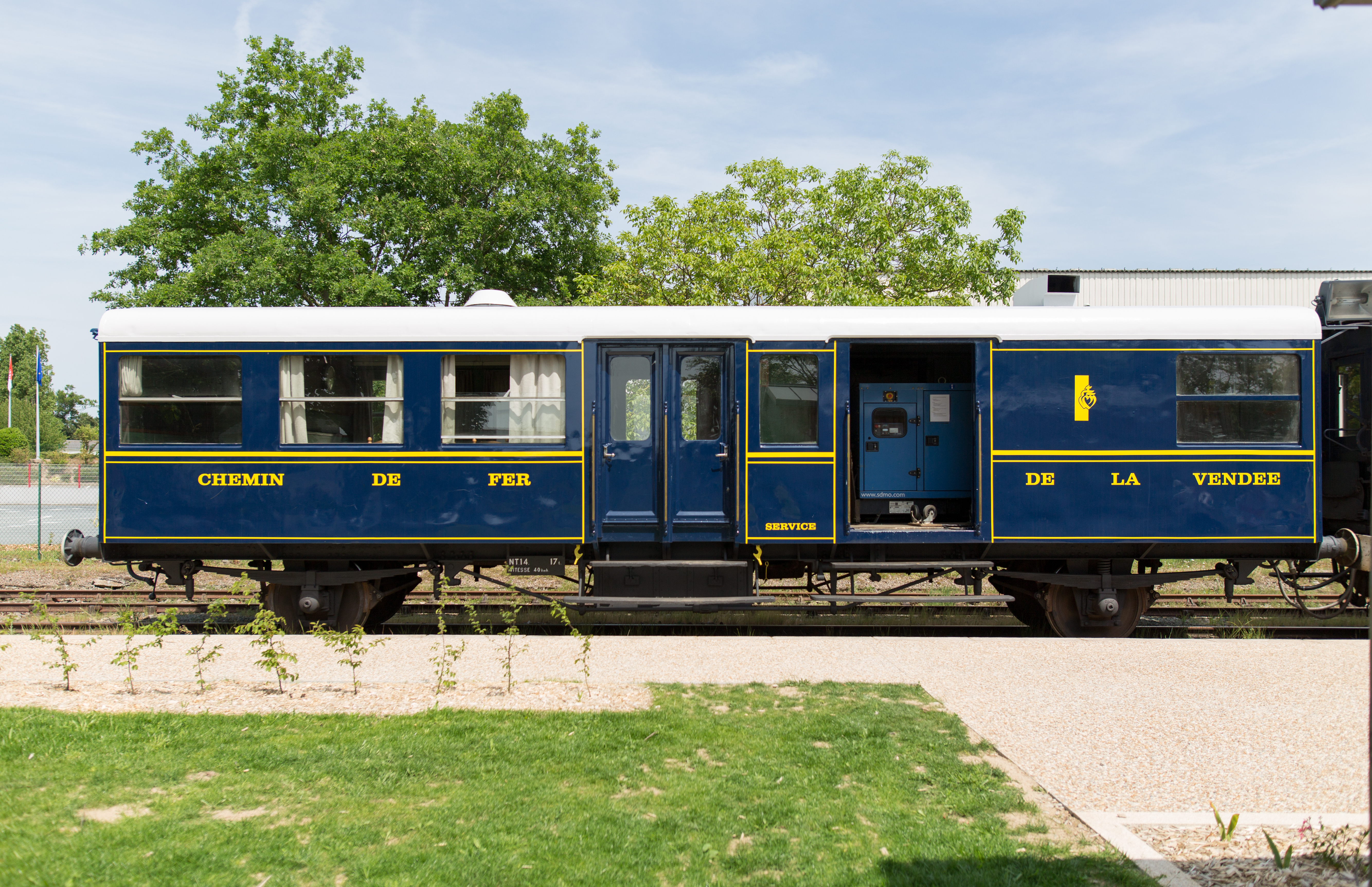
Fourgon-générateur
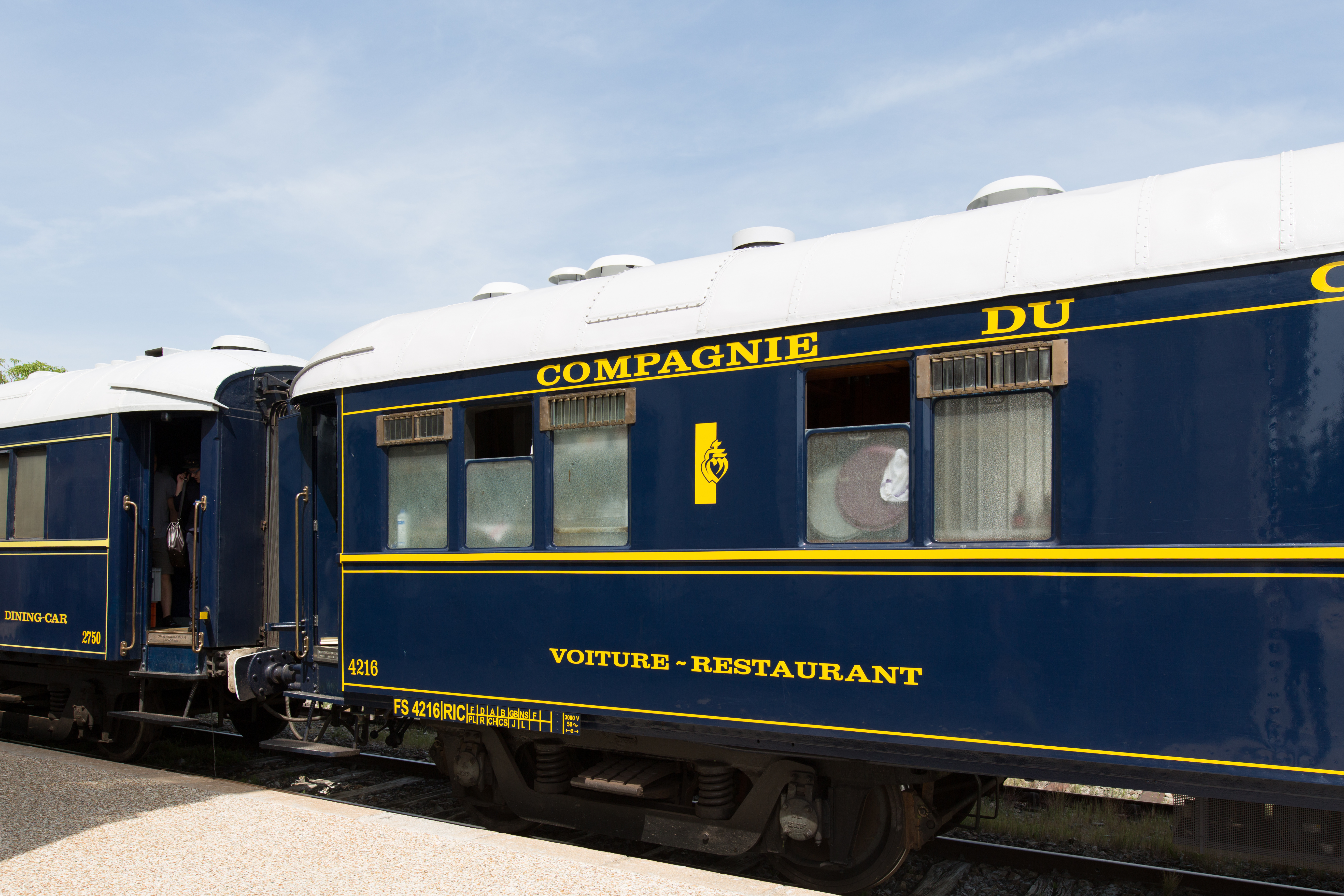
Voiture-restaurant
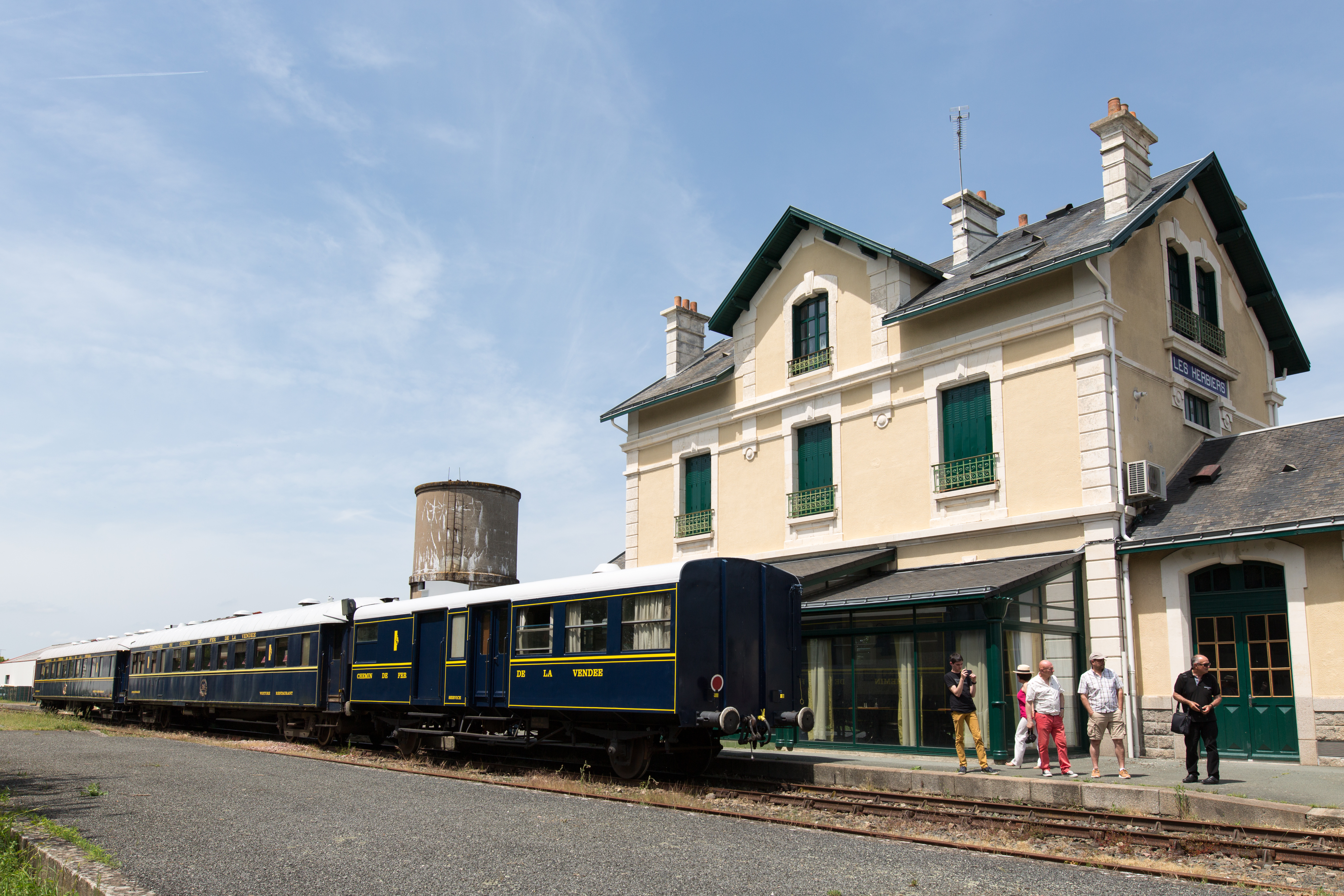
En gare des Herbiers